# Modern Vampires of the City
Albums de Vampire Weekend
Contra
(2010) Father of the Bride
(2019)
Modern Vampires of the City est le troisième album du groupe new-yorkais Vampire Weekend, sorti le 14 mai 2013.

## Liste des titres
Toutes les paroles sont écrites par Ezra Koenig, toute la musique est composée par Rostam Batmanglij, sauf indication contraire.
| 1.    | Obvious Bicycle  |                                |                                              | 4:11 |
| 2.    | Unbelievers      |                                |                                              | 3:22 |
| 3.    | Step             |                                |                                              | 4:11 |
| 4.    | Diane Young      |                                |                                              | 2:40 |
| 5.    | Don't Lie        | Ezra Koenig, Rostam Batmanglij |                                              | 3:33 |
| 6.    | Hannah Hunt      |                                |                                              | 3:57 |
| 7.    | Everlasting Arms |                                |                                              | 3:03 |
| 8.    | Finger Back      |                                |                                              | 3:25 |
| 9.    | Worship You      |                                |                                              | 3:21 |
| 10.   | Ya Hey           |                                |                                              | 5:12 |
| 11.   | Hudson           |                                | Rostam Batmanglij, Ezra Koenig, Chris Tomson | 4:14 |
| 12.   | Young Lion       | Rostam Batmanglij              |                                              | 1:45 |
| 42:54 |                  |                                |                                              |      |

## Certifications
| Pays                  | Certification | Unités certifiées |
| --------------------- | ------------- | ----------------- |
| Canada (Music Canada) | Or            | 40 000            |
| États-Unis (RIAA)     | Or            | 500 000           |
| Royaume-Uni (BPI)     | Or            | 100 000           |